# Kehlstein
De Kehlstein is een 1834 meter hoge berg in de Alpen, gelegen nabij de Duitse stad Berchtesgaden. De Kehlstein is bekend vanwege het feit dat Adolf Hitler op zijn vijftigste verjaardag het Kehlsteinhaus cadeau kreeg.

## Geografie
De Kehlstein bevindt zich in het bergmassief Göll, dat onderdeel is van de Berchtesgadener Alpen. De bergtop ligt ten zuidoosten van Berchtesgaden. Noordelijk en westelijk van de Kehlstein bevinden zich respectievelijk de Ober- en Untersalzberg.   